# Jacksonville Lizard Kings
Jacksonville Lizard Kings byl profesionální americký klub ledního hokeje, který sídlil v Jacksonvillu na Floridě. V letech 1995–2000 působil v profesionální soutěži East Coast Hockey League. Lizard Kings ve své poslední sezóně v ECHL skončily v základní části. Své domácí zápasy odehrával v hale Jacksonville Coliseum s kapacitou 10 276 diváků. Klubové barvy byly černá, zelená a fialová.
Založen byl v roce 1995 po přestěhování týmu Louisville Icehawks do Jacksonvillu.

## Přehled ligové účasti
Zdroj: 
- 1995–1997: East Coast Hockey League (Jižní divize)
- 1997–2000: East Coast Hockey League (Jihovýchodní divize)